# Batbayan
Batbayan of Bezmer was kan van het Groot-Bulgaarse Rijk van 665 tot 668. Hij was een telg uit de Dulo-dynastie.

## Biografie
Batbayan was de oudste van de vijf zonen van kan Koebrat. Na de dood van Koebrat werd het rijk in vijf verdeeld, Batbayan kreeg de titel en het thuisland. Lang duurde zijn regering niet, in 668 werd het land veroverd door de Chazaren. Een van zijn broers, Asparoech, vluchtte naar het westen en stichtte het Eerste Bulgaarse Rijk.